# Flavio Josefo
Tito Flavio Josefo (en latín: Titus Flavius Josephus; Jerusalén, c. 37-Roma, c. 100), nacido como Yosef ben Matityahu (en hebreo: יוסף בן מתתיהו, en griego: Ἰώσηπος Ματθίου παῖς), fue un historiador judeorromano del siglo I, nacido de un padre de ascendencia sacerdotal y una madre de ascendencia real.
Inicialmente luchó contra los romanos durante la primera guerra judeo-romana como jefe de las fuerzas judías en Galilea, hasta que se rindió en 67 d. C. a las tropas romanas al mando de Vespasiano, después de un asedio de seis semanas de Jotapata. Josefo afirmó que las profecías mesiánicas judías que propiciaron la primera guerra judeo-romana anunciaban que Vespasiano se convertiría en emperador romano. En respuesta, Vespasiano decidió mantener a Josefo como esclavo y presumiblemente intérprete. Después de que Vespasiano se convirtiera en emperador en el año 69 d. C., le otorgó a Josefo su libertad, momento en el que Josefo asumió el apellido del emperador Flavio.
Josefo desertó completamente al lado romano y se le otorgó la ciudadanía romana. Se convirtió en asesor y amigo del hijo de Vespasiano, Tito, y ejerció como traductor cuando Tito dirigió el sitio de Jerusalén en 70 d. C. Al asedio, que resultó ineficaz para detener la revuelta judía, le siguieron el saqueo y la destrucción de la ciudad y del Templo de Herodes (Segundo Templo).
Josefo registró la historia judía, con especial énfasis en el siglo I y la primera guerra judeo-romana (66-70 d. C.), incluyendo el asedio de Masada. Sus obras más importantes son La guerra de los judíos (c. 75) y Antigüedades judías (c. 94). La guerra de los judíos relata la revuelta judía contra la ocupación romana. Antigüedades judías describe la historia del mundo desde una perspectiva judía para una audiencia aparentemente griega y romana. Estas obras proporcionan información valiosa sobre el judaísmo del siglo I y los antecedentes del cristianismo primitivo, aunque este no es mencionado específicamente por Josefo. Las obras de Josefo son la fuente principal junto a la Biblia para la historia y la antigüedad de la antigua Palestina.

## Biografía

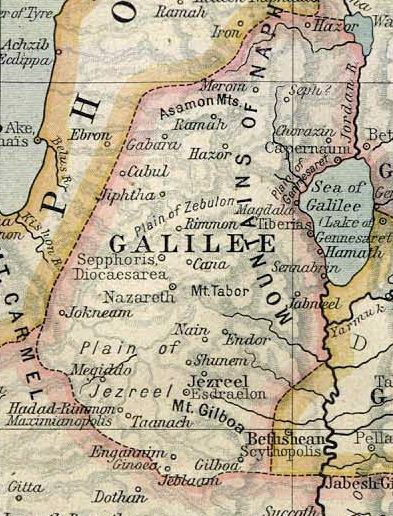
Galilea, sitio de gobierno de Josefo, antes de la primera guerra judeo-romana.

Nacido en una de las familias nobles de Jerusalén, Josefo se presenta en griego como Iōsēpos (Ιώσηπος), hijo de Matías (Matityahu), un verdadero sacerdote judío. Fue su segundo hijo. Su hermano mayor también se llamaba Matías (Matityahu). Su madre era una mujer aristócrata que descendía de la dinastía real asmonea, anteriormente gobernante. Los abuelos paternos de Josefo eran Josefo (Yosef) y su esposa, una mujer noble hebrea cuyo nombre no se sabe, parientes lejanos entre sí y descendientes directos de Simón Psellus (Shimon Psellos). La familia de Josefo era rica. Él descendía a través de su padre de la orden sacerdotal de Joiarib, la primera de las 24 órdenes de sacerdotes en el Templo de Jerusalén, de la Tribu de Leví. Josefo era descendiente por su madre del sumo sacerdote Jonatán. Fue criado en Jerusalén y educado junto a su hermano.
A mediados de la veintena, viajó a Roma para negociar con el emperador Nerón la liberación de 12 sacerdotes judíos. A su regreso a Jerusalén, al estallar la primera guerra judeo-romana, Josefo fue nombrado gobernador militar de Galilea. Su llegada a Galilea, sin embargo, estuvo cargada de división interna: los habitantes de Séforis y Tiberíades optaron por mantener la paz con los romanos; la gente de Séforis solicitó la ayuda del ejército romano para proteger su ciudad, mientras que la gente de Tiberíades apeló a las fuerzas del rey Agripa para protegerlos de los insurgentes. Josefo también se enfrentó con Juan de Giscala, quien también tenía la intención de apoderarse de Galilea. Al igual que Josefo, Juan concentró una gran banda de seguidores de Giscala (Gush Halab) y Gabara, contando con el apoyo del Sanedrín en Jerusalén. Mientras tanto, Josefo fortificó varias ciudades y pueblos en la Baja Galilea, entre los que se encontraban Tiberíades, Beerseba, Selamin, Yafa y Tariquea, en previsión de una ofensiva romana. En la Alta Galilea, fortificó las ciudades de Jamnia, Safed, Merón y Acabare, entre otros lugares. Josefo, con los galileos bajo su mando, logró someter tanto a Séforis como a Tiberíades, pero finalmente se vio obligado a renunciar a su control sobre Séforis por la llegada de las fuerzas romanas al mando del tribuno Plácido y más tarde del propio Vespasiano. Josefo se enfrentó primero al ejército romano en una aldea llamada Garis, donde lanzó un ataque contra Séforis por segunda vez, antes de ser rechazado. Finalmente, resistió los ataques durante el asedio de Yodfat (Jotapata) hasta que cayó ante el ejército romano en el mes lunar de Tamuz, en el año trece del reinado de Nerón.
Después de que la guarnición judía de Yodfat cayera a consecuencia del asedio, los romanos invadieron y mataron a miles; los sobrevivientes se suicidaron. Según Josefo, quedó atrapado en una cueva con 40 de sus compañeros en julio de 67. Los romanos (comandados por Flavio Vespasiano y su hijo Tito, ambos posteriormente emperadores romanos) pidieron al grupo que se rindiera, pero se negaron. Josefo sugirió un método de suicidio colectivo; sortearon y se mataron entre sí, uno por uno, contando a cada tercera persona. Quedaron dos hombres que se rindieron a las fuerzas romanas y fueron hechos prisioneros. En 69, Josefo fue liberado. Según su relato, actuó como negociador con los defensores durante el asedio de Jerusalén en 70, durante el cual Simón bar Giora retuvo a sus padres como rehenes.
Mientras estaba confinado en Yodfat (Jotapata), Josefo afirmó haber experimentado una revelación divina que más tarde condujo a su discurso prediciendo que Vespasiano se convertiría en emperador. Después de que la predicción se hizo realidad, fue liberado por Vespasiano, quien consideró que su don de profecía era divino. Josefo escribió que su revelación le había enseñado tres cosas: que Dios, el creador del pueblo judío, había decidido «castigarlos»; esa «fortuna» había sido dada a los romanos; y que Dios lo había elegido «para anunciar las cosas que están por venir». Para muchos judíos, tales afirmaciones eran simplemente egoístas.
En el año 71, fue a Roma en el séquito de Tito, convirtiéndose en ciudadano romano y cliente de la dinastía gobernante Flavia, de ahí que a menudo se le llame Flavio Josefo. Además de la ciudadanía romana, se le concedió alojamiento en la conquistada Judea y una pensión. Mientras estaba en Roma, y bajo el patrocinio de Flavio, Josefo escribió todas sus obras conocidas. Aunque utiliza su nombre «Josefo», parece haber tomado el praenomen Titus y el nomen Flavius de sus mecenas.
Vespasiano arregló que Josefo se casara con una mujer judía capturada, de quien luego se divorció. Alrededor del año 71, Josefo se casó con una mujer judía alejandrina como su tercera esposa. Tuvieron tres hijos, de los cuales solo Flavio Hircano sobrevivió a la infancia. Josefo luego se divorció de su tercera esposa. Alrededor de 75, se casó con su cuarta esposa, una mujer judía griega de Creta, que era miembro de una distinguida familia. Tuvieron una feliz vida de casados y dos hijos, Flavio Justo y Flavio Simónides Agripa.
La historia de la vida de Josefo sigue siendo ambigua. Fue descrito por Harris en 1985 como un judío observante de la ley que creía en la compatibilidad del judaísmo y el pensamiento grecorromano, comúnmente conocido como judaísmo helenístico. Antes del siglo XIX, el erudito Nitsa Ben-Ari señala que sus obras fueron prohibidas por ser las de un traidor, cuyo trabajo no debía estudiarse ni traducirse al hebreo. Sus críticos nunca estuvieron satisfechos de por qué no se suicidó en Galilea y, tras su captura, aceptó el patrocinio de los romanos.
El historiador E. Mary Smallwood escribió críticamente sobre Josefo:
[Josefo] era engreído, no solo por su propio aprendizaje, sino también por las opiniones que tenía de él como comandante tanto por los galileos como por los romanos; fue culpable de una sorprendente duplicidad en Jotapata, salvándose por el sacrificio de sus compañeros; era demasiado ingenuo para ver cómo se condenaba de su propia boca por su conducta, y sin embargo, las palabras no eran demasiado duras cuando ennegrecía a sus oponentes; y después de aterrizar, aunque involuntariamente, en el campamento romano, convirtió su cautiverio en su propio beneficio y se benefició por el resto de sus días de su cambio de bando.
El autor Joseph Raymond llama a Josefo «el Benedict Arnold judío», por traicionar a sus propias tropas en Jotapata.

## Importancia e impacto histórico

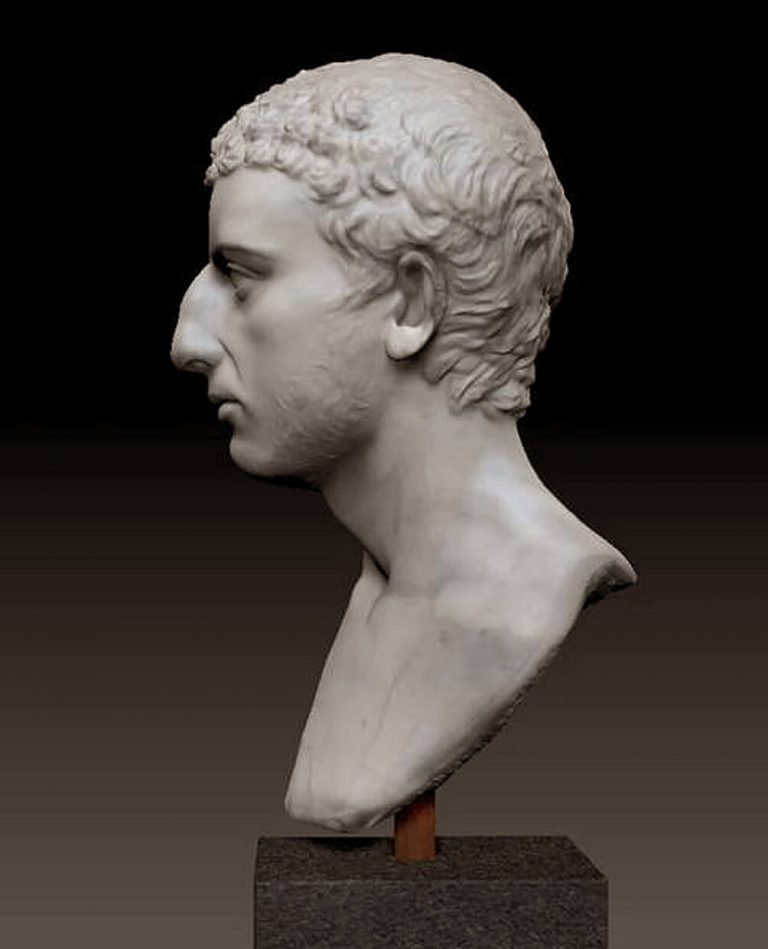
Busto romano del siglo I; según Robert Eisler, sería de Josefo. Actualmente conservado en la Gliptoteca Ny Carlsberg, Copenhague, Dinamarca.

Las obras de Josefo proporcionan información crucial sobre la primera guerra judeo-romana y también representan material literario importante para comprender el contexto de los Rollos del Mar Muerto y el judaísmo del Segundo Templo tardío.
La erudición sobre Josefo en el siglo XIX y principios del XX se interesó en su relación con la secta de los fariseos. El concepto clásico de Josefo lo retrató como un miembro de la secta y como un traidor a la nación judía. A mediados del siglo XX, una nueva generación de académicos desafió este punto de vista y formuló el concepto moderno de Josefo. Se le considera un fariseo, pero se restaura parcialmente su reputación como patriota e historiador de cierta posición. En su libro de 1991, Steve Mason argumentó que Josefo no era un fariseo, sino un aristócrata-sacerdote ortodoxo que se asoció con la escuela filosófica de los fariseos como una cuestión de deferencia, y no por asociación voluntaria.

### Impacto en historia y arqueología
Las obras de Josefo incluyen material útil para historiadores sobre individuos, grupos, costumbres y lugares geográficos. Josefo menciona que en su día había 240 ciudades y pueblos dispersos en la Alta y Baja Galilea, algunos de los cuales nombra. Entre las costumbres judías nombradas por él figuran la práctica de colgar una cortina de lino fino en la entrada de las casas y el participar en una comida el día de reposo alrededor de la sexta hora del día (al mediodía). Señala también que estaba permitido que los hombres judíos se casaran con muchas esposas (poligamia). Sus escritos proporcionan un relato significativo, extrabíblico, del período post-exilio de los macabeos, la dinastía asmonea y el ascenso de Herodes el Grande. Describe a los saduceos, los sumos sacerdotes judíos de la época, los fariseos y los esenios, el templo herodiano, el censo de Quirino, los zelotes y figuras como Poncio Pilato, Herodes el Grande, Agripa I y Agripa II, Juan el Bautista, Santiago el hermano de Jesús y Jesús (referencia en Antigüedades judías y en la versión eslava de La guerra judía). Josefo representa una fuente importante para los estudios del judaísmo del Segundo Templo tardío y el contexto del cristianismo primitivo.
Una lectura cuidadosa de los escritos de Josefo y los años de excavación permitieron a Ehud Netzer, un arqueólogo de la Universidad Hebrea, descubrir lo que consideraba la ubicación de la tumba de Herodes, después de buscarla durante 35 años. Estaba sobre acueductos y piscinas, en un sitio desértico aplanado, a mitad de la colina hasta el Herodium, 12 km al sur de Jerusalén, como se describe en los escritos de Josefo. En octubre de 2013, los arqueólogos Joseph Patrich y Benjamin Arubas cuestionaron que la tumba fuera la de Herodes. Según Patrich y Arubas, la tumba es demasiado modesta para ser de Herodes y tiene varias características poco probables. Roi Porat, quien reemplazó a Netzer como líder de la excavación después de la muerte de este último, siguió defendiendo la identificación.
Los escritos de Josefo proporcionan la primera fuente conocida de muchos registros consideradas como historia bíblica, a pesar de no encontrarse en la Biblia o en material relacionado. Estos incluyen a Ismael como el fundador de los árabes, la conexión de «semitas», «camitas» y «jafetitas» con las naciones clásicas del mundo, y la historia del asedio de Masada.

### Manuscritos, crítica textual y ediciones
Durante muchos años, las obras de Josefo eran ampliamente conocidas en Europa a través de una traducción latina imperfecta del griego original. Solo en 1544 estuvo disponible una versión del texto griego estándar en francés, editada por el humanista holandés Arnoldus Arlenius. La primera traducción al inglés, por Thomas Lodge, apareció en 1602, con ediciones posteriores que salieron a luz a lo largo del siglo XVII. La edición griega de 1544 formó la base de la traducción inglesa de 1732 de William Whiston, que alcanzó una enorme popularidad en el mundo de habla inglesa. A menudo era el libro, después de la Biblia, que los cristianos poseían con mayor frecuencia. También existe un aparato de referencia cruzada para la versión de Josefo de Whiston y el canon bíblico. Whiston afirmó que ciertas obras de Josefo tenían un estilo similar a las epístolas paulinas.
Entre las ediciones posteriores del texto griego se cuenta la de Benedikt Niese, quien realizó un examen detallado de todos los manuscritos disponibles, principalmente de Francia y España. Henry St. John Thackeray usó la versión de Niese para la edición de la Loeb Classical Library, ampliamente utilizada en la actualidad.
La editio maior estándar de varios manuscritos griegos es la de Benedictus Niese, publicada entre 1885 y 1895. El texto de Antigüedades está dañado en algunos lugares. En la Vida, Niese sigue principalmente el manuscrito P, pero se refiere también a AMW y R. Henry St. John Thackeray para la Loeb Classical Library, que tiene un texto griego que también depende principalmente de P. André Pelletier, quien editó un nuevo texto griego para su traducción de la Vida. La edición actual “Münsteraner Josephus-Ausgabe” de la Universidad de Münster proporciona un nuevo aparato crítico. También existen traducciones tardías del griego en eslavo antiguo, pero contienen una gran cantidad de interpolaciones cristianas.

### Audiencia de Josefo
Los académicos debaten sobre la audiencia prevista de Josefo. Por ejemplo, las Antigüedades judías podrían haberse escrito para un público judío: «algunos estudiosos de Laqueur en adelante han sugerido que Josefo debió haber escrito principalmente para los judíos (si acaso también en segundo lugar para los gentiles). El motivo más común sugerido es el arrepentimiento: más adelante la vida que sentía tan mal por la guerra traidora que necesitaba demostrar [...] su lealtad a la historia, el derecho y la cultura judía». Sin embargo, las «innumerables observaciones incidentales de Josefo que explican el lenguaje, las costumbres y las leyes básicas de Judea [...] suponen una audiencia gentil. No espera que sus primeros lectores sepan algo sobre las leyes u orígenes de Judea». La cuestión de quién leería este trabajo de varios volúmenes no está resuelta. Otros posibles motivos para escribir Antigüedades podrían ser disipar la tergiversación de los orígenes judíos o una apologética a las ciudades griegas de la diáspora para proteger a los judíos y a las autoridades romanas para obtener su apoyo a los judíos que enfrentan la persecución. Ninguno de los motivos explica por qué la audiencia gentil propuesta leería este gran cuerpo de material.

## Historiografía y Josefo

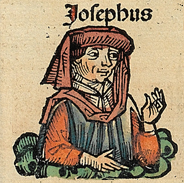
Josefo, en la Crónica de Núremberg.

En el prefacio a La guerra de los judíos, Josefo critica a los historiadores que tergiversan los acontecimientos de la guerra judeo-romana, escribiendo que «tienen en la mente demostrar la grandeza de los romanos, mientras que todavía disminuyen y disminuyen las acciones de los judíos». Josefo afirma que su intención es corregir este método, pero que «no irá al otro extremo [...] [y] procesará las acciones de ambas partes con precisión». Josefo sugiere que su método no será totalmente objetivo al decir que no podrá contener sus lamentaciones al transcribir estos eventos; para ilustrar que esto tendrá poco efecto en su historiografía, Josefo sugiere: «Pero si alguien es inflexible en sus censuras contra mí, que atribuya los hechos a la parte histórica, y las lamentaciones solo al escritor mismo».
Su prefacio a Antigüedades ofrece su opinión desde el principio, diciendo: «En general, un hombre que examinará esta historia, puede aprender principalmente de ella, que todos los eventos tienen éxito, incluso en un grado increíble, y se propone la recompensa de la felicidad por Dios». Después de insertar esta actitud, Josefo se contradice a sí mismo: «Describiré con precisión lo que está contenido en nuestros registros, en el orden de tiempo que les pertenece [...] sin agregar nada a lo que está contenido, ni quitarle nada de eso». Señala la diferencia entre historia y filosofía al decir: «Aquellos que leen mi libro pueden preguntarse cómo sucede que mi discurso, que promete un relato de leyes y hechos históricos, contiene tanta filosofía».
En ambas obras, Josefo enfatiza que la precisión es crucial para la historiografía. Louis H. Feldman señala que en La guerra, Josefo se compromete con la historiografía crítica; pero en Antigüedades, Josefo cambia a la historiografía retórica, que era la norma de su tiempo. Feldman señala además que es significativo que Josefo llamara a su obra posterior «Antigüedades» (literalmente, arqueología) en lugar de historia; en el período helenístico, arqueología significaba «historia desde los orígenes o historia arcaica». Por lo tanto, su título implica la historia de un pueblo judío desde sus orígenes hasta el momento en que escribió. Esta distinción es significativa para Feldman, porque «en la antigüedad, se esperaba que los historiadores escribieran en orden cronológico», mientras que «los anticuarios escribían en un orden sistemático, procediendo de manera tópica y lógica» e incluían todo el material relevante para su tema. Los anticuarios pasaron de la historia política a las instituciones y la vida religiosa y privada. Josefo ofrece esta perspectiva más amplia en Antigüedades.
Para comparar su historiografía con otro historiador antiguo, se considera a Dionisio de Halicarnaso. Feldman enumera estas similitudes: «Dionisio al alabar a Roma y Josefo al alabar a los judíos adoptan el mismo patrón; ambos a menudo moralizan y psicologizan y enfatizan la piedad y el papel de la providencia divina; y los paralelos entre [...] el relato de Dionisio de las muertes de Eneas y Rómulo y la descripción de Josefo de la muerte de Moisés es sorprendente».

## Obra

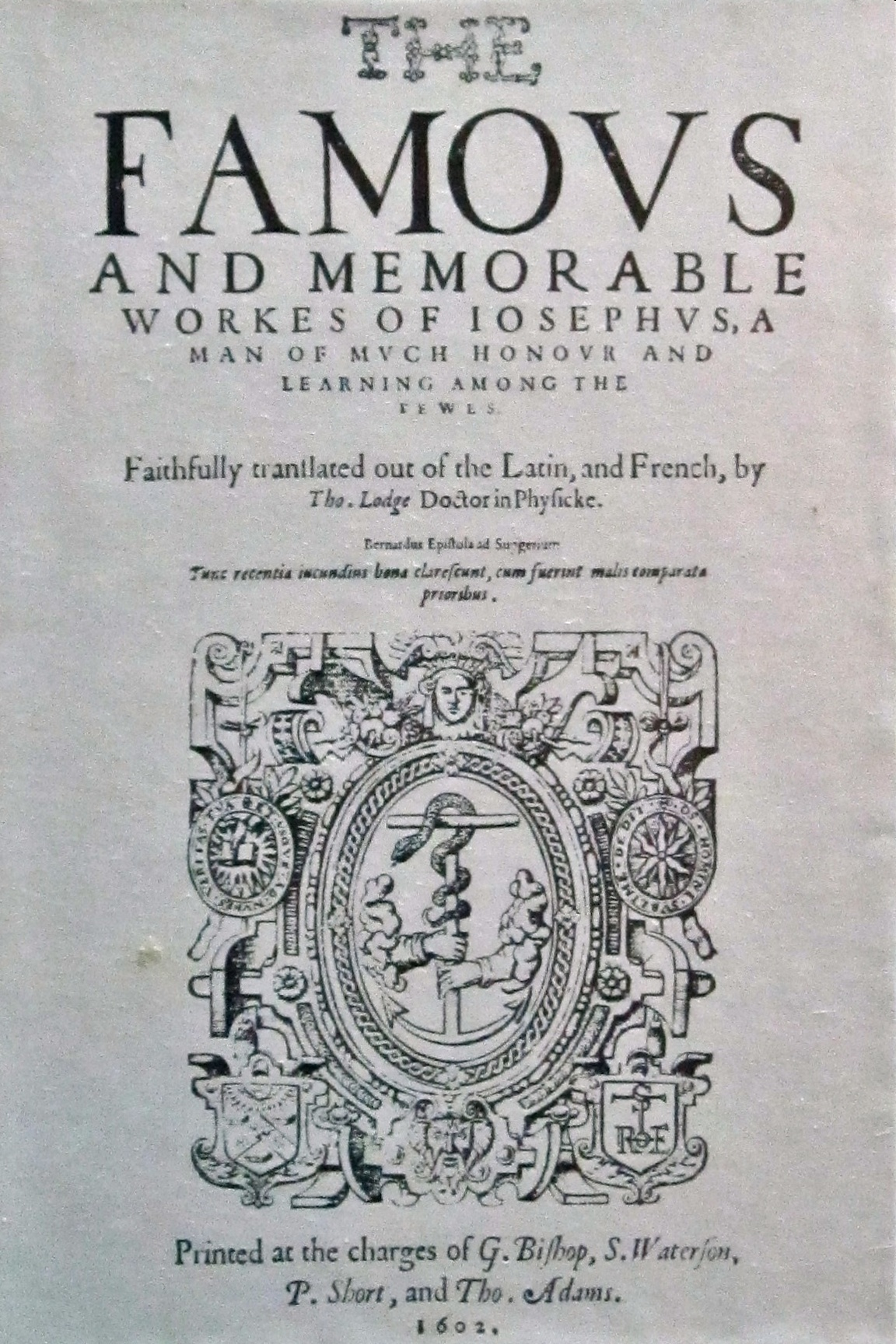
Las obras de Josefo traducidas al inglés por Thomas Lodge (1602).

Las obras de Josefo son las principales fuentes de nuestra comprensión de la vida y la historia judía durante el siglo I.
- (c. 75) La guerra de los judíos, La guerra judía, Guerras judías o Historia de la guerra judía (abreviadas comúnmente como JW, BJ , Bell o Guerra).
- (c. 94) Antigüedades de los judíos, Antigüedades judías o Antigüedades de los judíos/Arqueología judía (abreviadas comúnmente como AJ, AotJ o Ant. o Antiq.).
- (c. 97) Flavio Josefo contra Apión, Contra Apión, Contra Apionem o Contra los griegos, sobre la antigüedad del pueblo judío (abreviadas comúnmente como CA).
- (c. 99) La vida de Flavio Josefo o Autobiografía de Flavio Josefo (abreviado Vida o Vita).

### La guerra de los judíos
Su primer trabajo en Roma fue un relato de la guerra judía, dirigida a ciertos «bárbaros superiores» (generalmente considerados como la comunidad judía en Mesopotamia) en su «lengua paterna» (Guerra I.3), posiblemente el idioma arameo occidental. En el 78 d. C., terminó su obra de siete volúmenes en griego conocida como La guerra de los judíos (en latín, Bellum Judaicum o De Bello Judaico). Comienza con el período de los macabeos y concluye con los relatos de la caída de Jerusalén y la posterior caída de las fortalezas de Herodión, Maqueronte y Masada, las celebraciones de la victoria romana en Roma, las operaciones de limpieza, las operaciones militares romanas en otros lugares del imperio y el levantamiento en Cirene. Junto con el relato en su Vida de algunos de los mismos acontecimientos, también proporciona al lector una visión general de la parte del propio Josefo en los eventos desde su regreso a Jerusalén de una breve visita a Roma a principios de los años 60 (Vida 13-17).
A raíz de la represión de la revuelta judía, Josefo habría sido testigo de las marchas de las legiones triunfantes de Tito dirigiendo a sus cautivos judíos y llevando tesoros del Templo de Jerusalén saqueado. Fue en este contexto que Josefo escribió su Guerra, alegando que estaba contrarrestando los relatos contra Judea. Él niega la afirmación de que los judíos sirvieron a un Dios derrotado y que eran naturalmente hostiles a la civilización romana. Más bien, culpa de La guerra de los judíos a quienes él denomina «fanáticos no representativos y demasiado celosos» entre los judíos, que alejaron a las masas de sus líderes aristocráticos tradicionales (como él), con resultados desastrosos. Josefo también culpa a algunos de los gobernadores romanos de Judea, representándolos como administradores corruptos e incompetentes. Según Josefo, el judío tradicional era, debería ser y puede ser un ciudadano leal y amante de la paz. Los judíos pueden, e históricamente han aceptado, la hegemonía de Roma precisamente porque su fe declara que Dios mismo les da a los imperios su poder (Daniel 2:21).

### Antigüedades judías
El siguiente trabajo de Josefo es su obra de veintiún volúmenes Antigüedades judías, completada durante el último año del reinado del emperador Flavio Domiciano, alrededor de 93 o 94 d. C. Al exponer la historia, la ley y las costumbres judías, entró en muchos debates filosóficos actuales en Roma en ese momento. Nuevamente ofrece una apología por la antigüedad y el significado universal del pueblo judío. Josefo afirma estar escribiendo esta historia porque «vio que otros pervirtieron la verdad de esas acciones en sus escritos», siendo esos escritos la historia de los judíos. Sobre algunas de sus fuentes para el proyecto, Josefo dice que extrajo e «interpretó de las Escrituras hebreas» y que fue testigo ocular de las guerras entre los judíos y los romanos, que se habían relatado anteriormente en La guerra de los judíos.
Describe la historia judía que comienza con la creación, transmitida a través de la tradición histórica judía. Abraham enseñó ciencia a los egipcios, quienes, a su vez, enseñaron a los griegos. Moisés estableció una aristocracia sacerdotal senatorial que, como la de Roma, resistió la monarquía. Las grandes figuras del Tanaj se presentan como filósofos-líderes ideales. Incluye un apéndice autobiográfico que defiende su conducta al final de la guerra, cuando cooperó con las fuerzas romanas.
Louis H. Feldman describe la diferencia entre llamar a este trabajo Antigüedades judías en lugar de Historia de los judíos. Aunque Josefo dice que describe los eventos contenidos en Antigüedades «en el orden de tiempo que les pertenece», Feldman argumenta que Josefo «tenía como objetivo organizar sistemáticamente [su] material en lugar de hacerlo cronológicamente» y tenía un alcance que «iba mucho más allá de la mera historia política a instituciones políticas, vida religiosa y privada».

### Contra Apión
Contra Apión es una obra de dos volúmenes que defiende el judaísmo como religión clásica y filosófica, haciendo hincapié en su antigüedad, en contraposición a lo que Josefo afirmaba que era la tradición más reciente de los griegos. Igualmente se refutan acusaciones antijudías atribuidas por Josefo al escritor griego Apión y los mitos acreditados a Manetón.

### Vida de Flavio Josefo
La Autobiografía o Vida de Flavio Josefo, las dos formas en las que se conoce esta obra, son títulos fijados por la crítica posterior al autor. 
Se considera que pudo ser un apéndice de las Antigüedades judías. Está escrita en griego, en Roma, en los años finales de la vida de Flavio Josefo. Se trata, en último término, de un alegato en defensa de su honor, puesto en entredicho tras haber abandonado la lucha de Israel contra Roma y pasar a vivir confortablemente bajo la protección de los emperadores de la Dinastía Flavia.

### Obras espurias
- Discurso de Josefo a los griegos concerniente al Hades (fecha desconocida); adaptación de Contra Platón, sobre la causa del Universo de Hipólito de Roma.

## Traducciones
- Flavio Josefo. La guerra de los judíos. Madrid: Editorial Gredos. ISBN 978-84-249-1885-9.

1. Volumen I: Libros I–III. 1997. ISBN 978-84-249-1886-6.
2. Volumen II: Libros IV–VII. 1999. ISBN 978-84-249-1998-6.

- – (1994). Autobiografía; Sobre la antigüedad de los judíos (Contra Apión). Traducción y notas de M. Rodríguez de Sepúlveda. Introducción general de L. García Iglesias. Madrid: Editorial Gredos. ISBN 978-84-249-1636-7.
- – (1987). Autobiografía; Sobre la antigüedad de los judíos (Contra Apión). Traducción, introducción y notas de Mª Victoria Spottorno Díaz-Caro para Autobiografía y de José Ramón Busto Saiz para Sobre la antigüedad de los judíos (Contra Apión). Madrid: Editorial Alianza. ISBN 978-84-206-6014-1.

## Honores
El asteroide (6304) Josephus Flavius fue nombrado en su honor.

## Lectura adicional
- Whiston, William; Peabody, A. M., eds. (1987). The Works of Josephus, Complete and Unabridged New Updated Edition (Hardcover edición). M. A. Hendrickson Publishers, Inc. ISBN 0-913573-86-8. (Josephus, Flavius (1987). The Works of Josephus, Complete and Unabridged New Updated Edition (Paperback edición). ISBN 1-56563-167-6.)
- Hillar, Marian (2005). «Flavius Josephus and His Testimony Concerning the Historical Jesus». Essays in the Philosophy of Humanism (Washington, DC: American Humanist Association) 13: 66-103.
- O'Rourke, P. J. (1993). «The 2000 Year Old Middle East Policy Expert». Give War A Chance. Vintage.
- Pastor, Jack; Stern, Pnina; Mor, Menahem, eds. (2011). Flavius Josephus: Interpretation and History. Leiden: Brill. ISBN 978-90-04-19126-6. ISSN 1384-2161.
- Bilde, Per. Flavius Josephus between Jerusalem and Rome: his life, his works and their importance. Sheffield: JSOT, 1988.
- Shaye J. D. Cohen. Josephus in Galilee and Rome: his vita and development as a historian. (Columbia Studies in the Classical Tradition; 8). Leiden: Brill, 1979.
- Louis Feldman. "Flavius Josephus revisited: the man, his writings, and his significance". In: [Aufstieg und Niedergang der römischen Welt 21.2 (1984).
- Mason, Steve: Flavius Josephus on the Pharisees: a composition-critical study. Leiden: Brill, 1991.
- Rajak, Tessa: Josephus: the Historian and His Society. 2nd ed. London: 2002. (Oxford D.Phil. thesis, 2 vols. 1974.)
- The Josephus Trilogy, a novel by Lion Feuchtwanger
  - Der jüdische Krieg (Josephus), 1932
  - Die Söhne (The Jews of Rome), 1935
  - Der Tag wird kommen (The day will come, Josephus and the Emperor), 1942
- Flavius Josephus Eyewitness to Rome's first-century conquest of Judea, Mireille Hadas-lebel, Macmillan 1993, Simon and Schuster 2001
- Josephus and the New Testament: Second Edition, by Steve Mason, Hendrickson Publishers, 2003.
- Making History: Josephus and Historical Method, edited by Zuleika Rodgers (Boston: Brill, 2007).
- Josephus, the Emperors, and the City of Rome: From Hostage to Historian, by William den Hollander (Boston: Brill, 2014).
- Josephus, the Bible, and History, edited by Louis H. Feldman and Gohei Hata (Detroit: Wayne State University Press, 1988).
- Josephus: The Man and the Historian, by H. St. John Thackeray (New York: Ktav Publishing House, 1967).
- A Jew Among Romans: The Life and Legacy of Flavius Josephus, by Frederic Raphael (New York: Pantheon Books, 2013).
- A Companion to Josephus, edited by Honora Chapman and Zuleika Rodgers (Oxford, 2016).